# Anikej Fjodorovič Stroganov
Anikej Fjodorovič Stroganov též psáno jako Anika Stroganov (rusky Аникей Фёдорович Строганов, 1488 Novgorod, Moskevské velkoknížectví – 1570 Solvyčegodsk, Ruské carství) byl největší ruský podnikatel své doby, obchodník, kolonista, státník a mnich. Byl raným předkem rodiny Stroganovovů, jejíž členové byly významní ruští obchodníci, průmyslníci, vlastníci půdy, šlechtici a státníci až do začátku 20. století.

## Život

### Počátky v Solvyčegodsku
Anikej byl nejmladší ze čtyř synů solivarníka Fjodora Lukiče Stroganova († 1497) z Novgorodu. Narodil se Novgorodu, ale brzy po jeho narození se Stroganovovi přestěhovali do Solvyčegodska. Po smrti jeho bratrů Stefana, Josifa, kteří byli bezdětní, a Vladimira, který založil rolnický rod Stroganovů ve vesnici Cirenikovo u Solvyčegodska, jejich otec vstoupil jako mnich do kláštera a všechen rodinný majetek, včetně několika velkých statků a solivarů, přešel na Anikeje a jeho syny.
Zděděné solivary Anikej zlepšil a rozšířil. Když jeho synové Jakov, Grigorij a Semjon dospěli, založil s nimi nové solivary na pobřeží Kolského zálivu a ve Velkopermském knížectví.

### Vztah s Ivanem Hrozným a státní povinnosti
Na počátku vlády cara Ivana IV. Hrozného obdržel Anikej Stroganov od panovníka široké pravomoci spojené s obchodem. Byl pověřen dohledem nad pravidly obchodu s anglickými obchodníky, kteří cestovali z Archangelska a Cholmogor do Moskvy. Stroganov byl odpovědný za kontrolu, aby angličtí kupci dodržovali zákaz prodeje železa a konopí a neprováděli maloobchodní prodej. Kromě toho na něj byla přenesena odpovědnost za správu a výběr daní z obroku v Solvyčegodsku a podávání ročních zpráv o objemech obchodu se dřevem.
Tato práva byla potvrzena listinami v letech 1552, 1555 a 1560, což svědčí o důvěře, kterou car do Anikeje vkládal. Stroganovovy úkoly pro stát ale nekončily u obchodu. V polovině 16. století několikrát vypravil Stroganov své agenty a sluhy za Kamen se zavazadly plnými zvonků, ozdob a šperků z laciného kovu, aby to u zauralských lovců vyměnili za kožešiny, především sobolí. Výměnný obchod se podařil a záhy se rozrostl tak, že na stroganovské výpravy byl upozorněn moskevský dvůr, ke kterému měl Stroganov jako dvorní dodavatel velice blízko. V roce 1557 předstoupil Stroganov před cara a podal mu zprávu o svých expedicích a potenciálu obchodních cest.
Cílevědomý Anikej ze svého sídla v Solvyčegodsku nelítostně vykořisťoval domorodé Voguly, Osťjaky a Tatary, ale zároveň věnoval jako zámožný mecenáš značné částky na vydržování umělců, lékařů, překladatelů i techniků.

### Expanze do Permu a na Sibiř
Významný přelom nastal v roce 1558, kdy car Ivan IV. Hrozný udělil Anikejovu synovi Grigorijovi a jeho nástupcům velké statky podél řek Kama a Čusovaja. Tato území, která byla považována za řídce osídlena, získala rodina Stroganovů na 20 let spolu s právy na výběr daní a dalšími výsadami. Anikej zde zorganizoval migraci ruských rolníků, aby zkolonizovali toto území. Anikej nechal mýtit lesy, klást mosty a hatě přes močály a bahniska, věnoval se zde těžbě soli a tavení rud. Jeho osady připomínaly rušné úly: pálilo se v nich dřevěné uhlí, zvonily kovadliny, těžilo dřevo, v ohromných kotlích se vařila slaná voda. Na soutoku Kamy a Kankory založil Anikej v roce 1558 osadu Kankor jako nové rodové sídlo, odkud v následujících letech neomezeně vládl Permské zemi. Pro bohatství a moc Stroganovových začali být nazývání lidmi znamenitými. V roce 1559 daroval Anikej pravoslavné církvi pozemky v Kankoru a dostatek financí, aby tam mohl být založen Pyskorský monastýr.
V roce 1566 obdržel Anikej novou výsadu, kdy na jeho žádost byly pozemky zahrnuty do tzv. opričniny, což mu poskytlo dostatečnou ochranu a politický vliv.
Anikej se svými syny postupně připojoval nové oblasti v Uralu a na Sibiři, stal se tak významným hráčem v rozvoji těchto území ve prospěch Moskvy. Anikej svými aktivitami položil základ ruskému dobytí Sibiře. 
Anikej Stroganov také expandoval až do Nové Země, kde nechal založit rybářskou kolonii.

### Závěr života
Po smrti své druhé manželky se přestěhoval v roce 1567 k nejmladšímu synovi Semjonovi do Solvyčegodska. Následně se stejně jako jeho otec rozhodl stát mnichem, přijal jméno Joasaf a odešel do Pyskorského monastýru, který sám založil, v roce 1570 po krátké nemoci zemřel.

## Osobní život
Anikej byl dvakrát ženatý. Z prvního manželství měl dvě děti. Manželka Mavra Děmenťjevna zemřela v roce 1544 ještě v Solvyčegodsku. S druhou manželkou Sofií Andrejevnou Bakulevovou (1510–1567) měl celkem třináct dětí. Anikej měl tři syny, kteří byli jeho partneři a pokračovatelé: Jakov (jehož mužská linie vymřela po smrti jeho vnuka Daniila), Grigorije (jehož jediný syn Nikita zemřel bezdětný) a Semjona (z něhož pochází zbytek rodu Stroganovových).
Po celý život byl velmi zbožný i proto závěr života strávil jako mnich.

## Dědictví rodu Stroganovů
Anikej Stroganov byl klíčovou osobností ve vzestupu rodu Stroganovů. Díky jeho podnikatelským a organizačním schopnostem se rodina stala jedním z nejbohatších a nejvlivnějších rodů v Rusku, především díky obchodní činnosti a expanzi do nových území. Jeho synové a potomci pokračovali v rozšiřování rodinných majetků a jejich vliv trval až do ruské občanské války.